# JEdit
jEdit ist ein freier Texteditor, der sich hauptsächlich an Programmierer richtet. Er ist in Java geschrieben und läuft daher auf allen Betriebssystemen mit Java-Unterstützung, unter anderem auf Windows, Linux und macOS. Die Bearbeitung von Quelltext wird besonders unterstützt: für viele Programmiersprachen werden Syntax und Struktur durch typographische Mittel bzw. Code-Faltung hervorgehoben. Neben ISO 8859-1 und UTF-8 werden diverse weitere Zeichensätze unterstützt, so können leicht auch fremdsprachige Textdateien verfasst werden. Mit Hilfe von Plug-ins sind auch Funktionen zur Verwaltung von Sitzungen und Projekten verwirklicht. Die Version 5.6.0 wurde Anfang September 2020 veröffentlicht.

## Unterstützte Sprachen
jEdit beherrscht Syntaxhervorhebung und Einrückungsstile für über 130 Dateitypen, darunter folgende Programmier- und Auszeichnungs-Sprachen:
- Ada
- ASP
- AppleScript
- Assemblersprache
- Batch
- BeanShell
- C
- C++
- C#
- clojure
- CMake
- COBOL
- CSS
- django
- Doxygen
- Erlang
- Flash Action-Script
- Forth
- Fortran
- Groovy
- Haskell
- HTML
- Inno
- Java
- JavaScript
- Json
- Lisp
- Lua
- make
- MS-DOS-Style
- MS Ini-File
- NSIS-Skripte
- Objective-C
- Pascal
- Perl
- PHP
- PL/SQL
- PostScript
- Prolog
- Properties
- Python
- RC-Ressource-Dateien
- Ruby
- Scala
- Scheme
- Shell
- Smalltalk
- SQL
- Tcl
- TeX
- Vala
- VB/VBS-Quelldateien
- Verilog
- VHDL
- XML
- YAML

## Funktionen
jEdit verfügt über eine Vielzahl von Funktionen, von denen nachfolgend einige Beispiele aufgelistet sind:
- Lokalisierung: seit der Version 5.0.0 vom November 2012 unterstützt jEdit Lokalisierung; die möglichen Standardeinstellungen waren zunächst Englisch, Französisch, Deutsch, Russisch, Tschechisch und Japanisch.[7]
- Syntax-Hervorhebung
  - Unterstützte Sprachen werden anhand der Dateinamenserweiterung erkannt oder die verwendete Sprache kann manuell festgelegt werden. Des Weiteren erkennt jEdit in das Dokument eingebettete Sprachen, wie z. B. JavaScript in einem HTML-Dokument und stellt sie entsprechend dar. Schlüsselwörter der Sprachen werden hervorgehoben.
- Automatische Einzüge
  - Einzüge können entsprechend der Syntax oder entsprechend der vorhergehenden Zeile eingefügt werden.
- Multi-Dokument und Multi-Ansicht
  - Mehrere Dokumente können gleichzeitig in geöffnet oder zum Vergleich von zwei Dateien nebeneinander dargestellt werden.
- Suchen und Ersetzen
  - Die Suchfunktion unterstützt verschiedene Modi
    - einen Normal-Modus für einfache Suchen
    - einen erweiterten Modus, in dem auch Steuerzeichen inklusive Zeilenumbrüche verarbeitet werden können, sowie
    - einen Modus für (Perl-kompatible) reguläre Ausdrücke zur Suche von Mustern
    - Suchen in Dateien
    - eine „HyperSearch“ genannte Funktion, die eine Liste von Fundstellen des Suchstrings in der aktuellen Datei anzeigt[5]
- „Drag ’n’ Drop“-Unterstützung
- Dateistatuserkennung
  - Wenn eine in jEdit geöffnete Datei von einem anderen Programm verändert oder gelöscht wird, wird man über diese Veränderung informiert und kann die Datei dann neu laden oder entfernen.
- Unterstützung für verschiedene Landessprachen
  - Das Programm liegt in Übersetzungen für viele Sprachen vor.
- Lesezeichen
  - Durch einen Rechtsklick auf den Dokumentenrand lassen sich Lesezeichen setzen, die mit dann angesprungen werden können.
- Klammerhervorhebung
  - Befindet sich der Cursor auf einer Klammer, wird die dazugehörige Klammer hervorgehoben dargestellt. Per Tastenkombination kann der Cursor zu dieser entsprechenden Klammer bewegt werden.
- Makro-Aufzeichnung und Wiedergabe
- Code-Faltung
  - Logisch zusammengehörende Quelltextabschnitte können „ein-“ und „ausgeklappt“ werden, um sie unsichtbar bzw. sichtbar zu machen, je nachdem ob sie gerade benötigt werden oder nicht.
- Blockauswahl
  - Rechteckige Textbereiche mit frei wählbaren Anfangs- und Endspalten lassen sich auswählen und bearbeiten.
- Multiauswahl
  - Mehrere nicht zusammenhängende Textbereiche lassen sich gleichzeitig auswählen und bearbeiten.
- Vollbildmodus
  - Mit F11 kann man das Fenster in den Vollbildmodus schalten.
- Rechtschreibprüfung
  - Wenn Aspell installiert ist, kann in Dokumenten eine Rechtschreibprüfung durchgeführt werden.

## Plug-ins
Es existieren mehr als 150 Plug-ins für die unterschiedlichen Anwendungsgebiete, die direkt von jEdit aus verwaltet und installiert werden können.
Durch die Plug-ins lässt sich jEdit an die Bedürfnisse des Benutzers anpassen. Es ist z. B. möglich ihn als komplette IDE zu konfigurieren. Mit Compiler, Quellcode-Vervollständigung, kontextabhängiger Hilfe, Debugging, Syntaxhervorhebung und sprachspezifischen Tools. Weiterhin können Arbeitsabläufe als Makros aufgezeichnet und in BeanShell bearbeitet werden.

## Rezeption
In der Fachzeitschrift c’t bezeichnete Oliver Lau jEdit in einem Artikel von 2004 als „Schmankerl für Entwickler, [...] dessen Fähigkeiten sich zwischen einfachen Texteditoren wie gEdit und kompletten Entwicklungsumgebungen wie Microsoft Visual Studio einordnen lassen“. Die Zeitschrift LinuxUser hatte jEdit bereits 2002 rezensiert und als „professionellen Editor auf Java-Basis“ und wegen der zahlreichen verfügbaren Plugins als „Multitalent“ gewürdigt. In einer Rezension des Programms in der amerikanischen Zeitschrift PC World 2011 befand der Rezensent, jEdit sei ein „sehr guter Texteditor für Programmierer, die genügend RAM übrig haben“. Neben einigen Detailfunktionen lobte er insbesondere die intuitive und ergonomische Integration der Vielzahl von Funktionen in der Oberfläche des Editors. Das deutschsprachige Schwesterorgan PC-Welt stellte jEdit 2012 als eines von „10 Open-Source-Tools für Java-Entwickler“ vor. 2014 empfahl Herbert Braun in der c’t in einem Artikel für Programmieranfänger in JavaScript Nutzern des Betriebssystems Microsoft Windows: „Gute kostenlose Text- und Programmierwerkzeuge sind zum Beispiel Notepad++ oder jEdit“.